# Ion Anghel Mânăstire
Ion Anghel Mânăstire, născut Ion Anghel (în comuna Mânăstirea, județul Călărași, la 13 iulie 1950) este un fost polițist, un autor de literatură de non-ficțiune, un scriitor și ziarist român contemporan, autorul unor romane de o poezie aparte dedicate unei lumii aparent pierdute, lumea satului românesc din câmpia joasă a Dunării. Ion Anghel Mânăstire a adus o contribuție esențială la crearea Muzeului Național al Poliției Române din Târgoviște.

### Ficțiune
- 1982 – Talanii, roman de debut, editura Albatros — premiul Uniunii Scriitorilor din România în 1983
- 1985 — Noaptea nu se împușcă, roman, editura Albatros
- 1990 — Noaptea nu se împușcă, roman, ediția a doua, cuprinzând și Procesul de la Gârbovi, editura Albatros
- 1996 — Cântice pierdute sau Carte pentru persoane curioase, editura Allas
- 1997 — Bizante, roman, editura ArtPrint
- 2000 — In Flevia, cu Dumnezeu prins de picior, trilogie (Talanii, Noaptea nu se împușcă și Bizante), Cartea Românească
- 2011 — Noaptea nu se împușcă, roman, ediția a treia, editura Dacia XXI
- 2013 — Carte pentru Nobel, roman, editura Semne

### Non-ficțiune
- 1997 — Valorile morale în procesul educațional specific ministerului de interne (în colaborare cu Stelian Almașan)
- 2000 — Restituiri, editura ArtPrint
- 2000 — Poliția Română : valori culturale redate patrimoniului cultural național și universal [1]

## Premii literare
- Premiul de debut al Uniunii Scriitorilor pentru romanul Talanii, decembrie 1983
- Premiul literar „Mihai Eminescu” pentru romanul Bizante, februarie 1998
- Premiul „Cartea Anului 2000” pentru trilogia În Flevia, cu Dumnezeu prins de picior, premiu acordat de Uniunea Scriitorilor și Ministerul Culturii din România, iunie 2000
- Premiul "Alexandru Odobescu", octombrie, 2001

## Marele Premiu Național de Proza Ștefan Bănulescu” – 2016
- 1983, decembrie, împreuna cu ziaristul Aurel David, criticul de arta Pavel Susara și Marin Lupșanu, înființează revista literară Albatros" și cenaclul Albatros, avându-l ca președinte de onoare pe scriitorul Mircea Sântimbreanu
- 1990, din martie, membru al Uniunii Scriitorilor din România
- 1990, decembrie, participă la apariția ziarului Dialog, înființat de poetul Iulian Talianu
- 1995, din iunie, membru al Uniunii Ziariștilor Profesioniști din România.
- 2000 - 2001, organizează, contribuind decisiv la realizarea și inaugurarea Muzeului Național al Poliției Române din Târgoviște.

## Mircea Sântimbreanu despre Ion Anghel Mânăstire
| “ | Rău, adânc și nelinistitor, brusc ivit prin Talanii - premiul pentru debut al Uniunii Scriitorilor, 1982 - ca un izbuc dintr-un prea-plin nebănuit, Ion Anghel Mânăstire și-a înscris numele printre afluenții definitivi ai prozei românești. A urmat Noaptea nu se împușcă (1985) și cred ca rareori un bob de diamant scriitoresc a generat o mai pasională și mai contradictorie receptare în lumea cititoare și a ... inchizitorilor cărții. La zece ani de la penibila „execuție publică” a autorului și a cărții sale, „marea Subterană a Câmpiei Române” izbucnește din nou. Sub pana neîngăduit de avară a lui Ion Anghel Mânăstire izvorăște, nu mai puțin adânc și neliniștitor, romanul de față, Bizante. Citim gâtuiți de emoție, drama celor două personaje, Nea și Bizante, zeități-gângănii, sfâșiați între speranță - ca strigăt de luptă - și geamătul agonic al neputinței, prinși într-o capcană de miraje și blesteme. Nu cumva am trecut și noi prin acel labirint? Și fost-am toți cu totul izbăviți? Oglinda marilor iluzii a fost spartă. Cioburi din ea se află și în paginile acestei cărți. Cititorul se va convinge cu ușurință: prin sângerarea propriilor ochi. — Mircea Sântimbreanu | ” |